# Hans Günter Sulimma
 (mars 2023).
Hans Günter Sulimma né 22 octobre 1933 à Hirschwalde (de), Prusse-Orientale et  mort le 15 décembre 2020 à Bonn-Bad Godesberg. était ambassadeur d'Allemagne.

## Biographie
De 1953 à 1957, il étudie le droit et l'économie à l'Université Albert-Ludwigs de Fribourg. En 1956, il réussit le premier examen d'État en droit. Plus tard, il a réussi le deuxième examen d'État en droit. Il a obtenu sa maîtrise en droit à la faculté de droit de la Harvard, où il a étudié de 1958 à 1959. En 1961, il devient docteur en droit. À partir de 1962, Sulimma entre au service extérieur.
De 1964 à 1971, avec une interruption de 1965 à 1967, il travaille au Foreign Office à Bonn. Dans les années 1965 à 1967, il est ambassadeur à Conakry. Après les années à Bonn, il s'installe à l'ambassade à Paris avant de retourner au ministère des Affaires étrangères à Bonn à partir de 1973. De 1984 à juillet 1993, il a été représentant de l'Afrique au ministère fédéral des Affaires étrangères. En 1986, Hans-Dietrich Genscher l'a destiné à succéder à Carl Lahusen à Pretoria, mais Franz Josef Strauss et Mangosuthu Buthelezi ont fait passer Immo Stabreit comme ambassadeur. A Ottawa au Canada, il a été ambassadeur de 1993 à 1998. Après cela, il a été mis à la retraite.